# Africa Cup Sevens Femenino 2016
La Africa Sevens Femenino de 2016 fue la octava edición del principal torneo de rugby 7 femenino de África.

## Fase de grupos

### Grupo A
| Equipo    | Encuentros | Encuentros | Encuentros | Encuentros | Tantos  | Tantos    | Tantos     | Puntos |
| Equipo    | jugados    | ganados    | empatados  | perdidos   | a favor | en contra | diferencia | Puntos |
| --------- | ---------- | ---------- | ---------- | ---------- | ------- | --------- | ---------- | ------ |
| Sudáfrica | 3          | 3          | 0          | 0          | 102     | 7         | +95        | 9      |
| Zimbabue  | 3          | 2          | 0          | 1          | 60      | 24        | +36        | 7      |
| Senegal   | 3          | 1          | 0          | 2          | 22      | 68        | −46        | 5      |
| Namibia   | 3          | 0          | 0          | 3          | 7       | 92        | −85        | 3      |

### Grupo B
| Equipo     | Encuentros | Encuentros | Encuentros | Encuentros | Tantos  | Tantos    | Tantos     | Puntos |
| Equipo     | jugados    | ganados    | empatados  | perdidos   | a favor | en contra | diferencia | Puntos |
| ---------- | ---------- | ---------- | ---------- | ---------- | ------- | --------- | ---------- | ------ |
| Kenia      | 3          | 3          | 0          | 0          | 93      | 17        | +76        | 9      |
| Uganda     | 3          | 2          | 0          | 1          | 34      | 58        | -24        | 7      |
| Túnez      | 3          | 1          | 0          | 2          | 46      | 49        | −3         | 5      |
| Madagascar | 3          | 0          | 0          | 3          | 25      | 74        | −49        | 3      |

## Fase Final

### Copa de oro
|  | Semifinales | Semifinales | Semifinales |       |           | Copa      | Copa | Copa |  |
|  |             |             |             |       |           |           |      |      |  |
|  |             |             |             |       |           |           |      |      |  |
|  | Sudáfrica   | Sudáfrica   | 29          |       |           |           |      |      |  |
|  | Sudáfrica   | Sudáfrica   | 29          |       |           |           |      |      |  |
|  | Uganda      | Uganda      | 5           |       |           |           |      |      |  |
|  | Uganda      | Uganda      | 5           |       | Sudáfrica | Sudáfrica | 22   |      |  |
|  |             |             |             |       | Sudáfrica | Sudáfrica | 22   |      |  |
|  |             |             | Kenia       | Kenia | 17        |           |      |      |  |
|  | Kenia       | Kenia       | Kenia       | Kenia | 17        | 31        |      |      |  |
|  | Kenia       | Kenia       |             |       |           | 31        |      |      |  |
|  | Zimbabue    | Zimbabue    | 5           |       |           |           |      |      |  |
|  | Zimbabue    | Zimbabue    | 5           |       |           |           |      |      |  |
|  |             |             |             |       |           |           |      |      |  |

| Bandera de Sudáfrica |
| Campeón Sudáfrica    |
| Séptimo título       |